# Nabis (artistas)

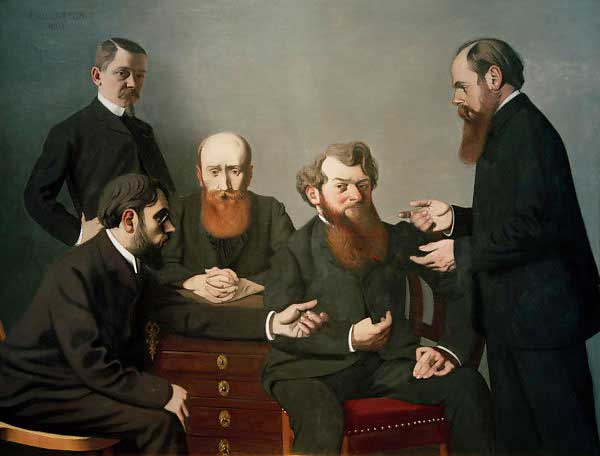
Cinq peintres ("Cinco pintores"), 1902-1903. De izquierda a derecha, de pie, el autor (Félix Vallotton), sentados, Pierre Bonnard, Édouard Vuillard y Charles Cottet, y de pie Ker-Xavier Roussel.

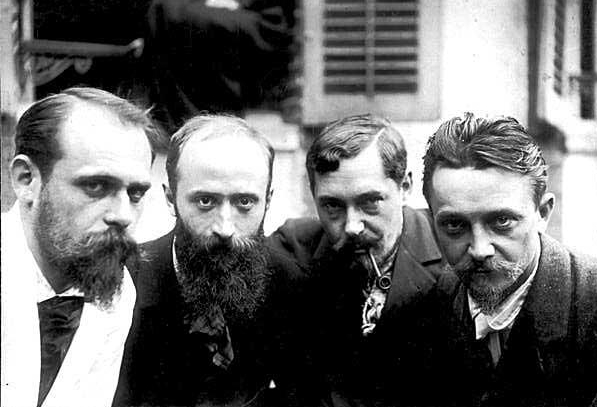
Ker-Xavier Roussel, Édouard Vuillard, Romain Coolus y Felix Vallotton en 1899.

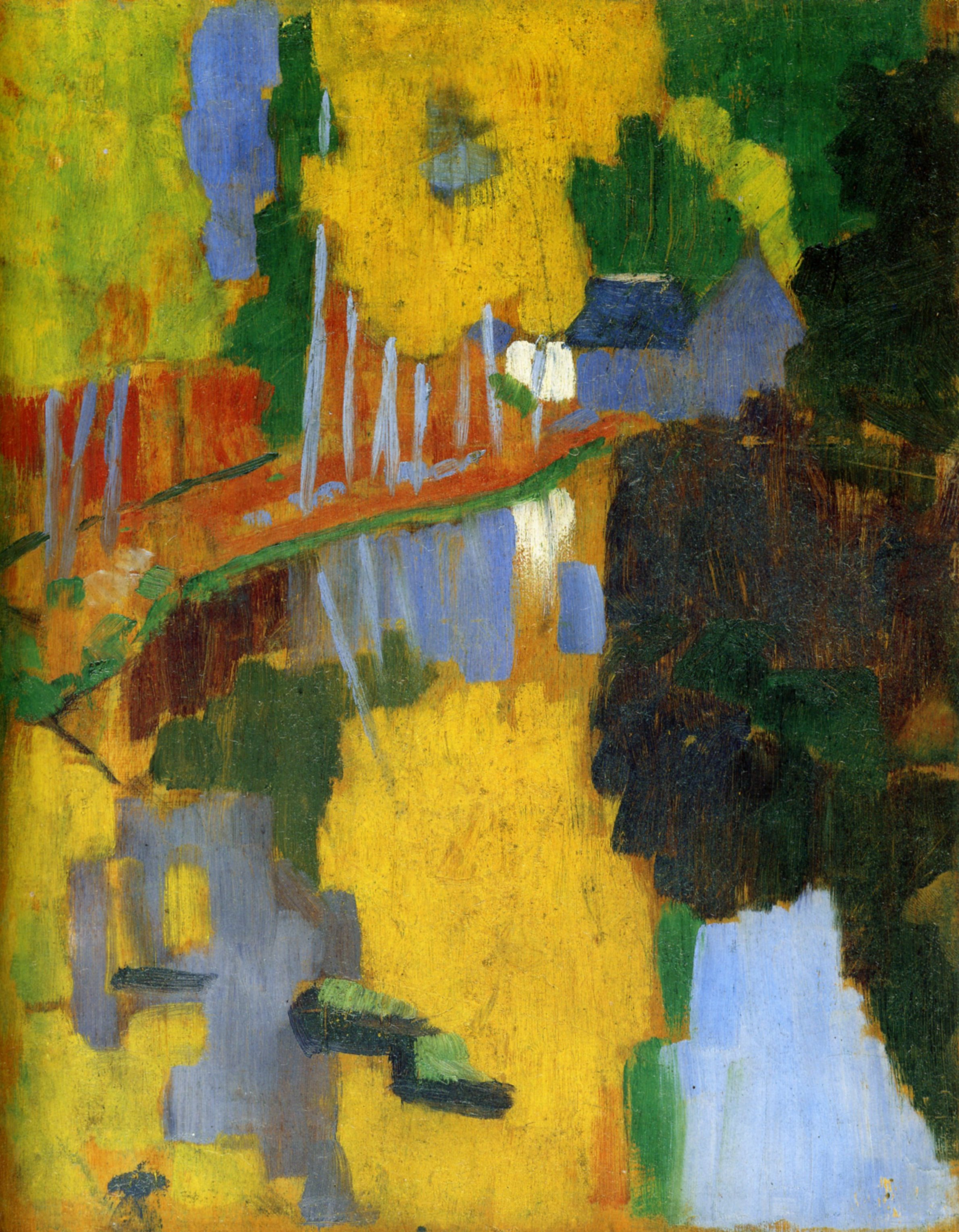
El talismán, de Paul Sérusier.

Nabis es la denominación de un grupo de artistas franceses de finales del siglo XIX, caracterizados por su preocupación por el color. Por lo diverso de sus actividades, llegaron a convertirse en una influencia principal sobre el arte de la época.
Influido por Gauguin, el grupo fue liderado por Paul Sérusier; y entre sus componentes estuvieron los pintores Édouard Vuillard, Pierre Bonnard, Maurice Denis, Ker-Xavier Roussel, Félix Vallotton, Georges Lacombe, Henri-Gabriel Ibels y el escultor Aristide Maillol. Era un conjunto compuesto, principalmente, por artistas jóvenes del ambiente artístico de París. No tuvo mayor difusión en el resto de Europa.
El grupo se reunió en torno a dos lugares de París: la Académie Julian (una de las más prestigiosas academias privadas del momento) y el Café Volpini (donde podían encontrarse, además de pintores, literatos y artistas de todas las esferas). Al igual que ya pasó con los prerrafaelitas ingleses de mediados del XIX, los nabis contaban con una revista de referencia: La Revue Blanche, lo que les proporcionaba un carácter de grupo más definido.
El aglutinante del grupo fue Paul Ranson, un escritor y pintor que llegó a poner su propia casa a disposición de sus compañeros cuando el Café Volpini se les quedó pequeño. Allí organizaron frecuentes tertulias y diversos encuentros, considerándola tan importante para el grupo que la conocían como "El Templo".
La palabra hebrea nebiim, que significa "profeta", fue de la que derivó la palabra nabis que dio nombre al grupo: "el grupo profeta", para indicar que era adelantado a su tiempo, que tenía nuevas inquietudes y abría nuevos caminos en el ámbito del arte. El que los "profetas" se reunieran en "el templo", añade connotaciones genéricamente religiosas al grupo.

## Contexto
A finales del siglo XIX en Francia, hubo dos grupos de artistas innovadores que encontraban en el color la base fundamental para sus creaciones: los nabis y los fauves. Los nabis tomaron como paradigma de su renovación pictórica una obra concreta de Paul Sérusier, un paisaje caracterizado por la yuxtaposición de colores puros en la paleta. Predicando que una obra de arte es el producto final y la expresión visual de la síntesis de un artista de la naturaleza en metáforas personales estéticas y símbolos, prepararon el terreno para el desarrollo del arte abstracto.
Entendían el arte como la manera subjetiva de expresar las emociones, una idea innovadora que compartían con otros movimientos postimpresionistas. Antes, el arte era el reflejo de la realidad o de lo que se veía, sin incidir demasiado en el mundo interior del artista. Desde entonces, los sentimientos se convierten casi en la base fundamental de la representación. Para entender a los nabis hay que tener en cuenta la importante relación que había en sus pinturas entre color y sentimiento. El color se convirtió en un elemento de transmisión de determinados estados de ánimo o formas de sentir.

## Características
- Se interesarán mucho por lo exótico y lo oriental. Todo lo que tenga que ver con culturas alejadas y exóticas les servirá para inspirarse y crear nuevas obras.
- Dentro de los temas, destaca el ámbito burgués y doméstico (donde se desarrolla su vida y la gente vive plácidamente).
- Los nabis realizarán una pintura basada en la deformación: deformarán la realidad de dos maneras; una objetiva (aquella deformación de la realidad que se ve) y una subjetiva (deformación gracias a la emoción).
- El color será un elemento prioritario en las composiciones para los artistas de este movimiento. Utilizarán, normalmente, colores planos de gran sentido estético. Emplearán tonos que van de la gama de los pardos a los verdes, pasando por ocres, azulados, etc. Emplearán a menudo como soporte el cartón y el papel (materiales que absorben más el color, por tanto, los colores se matizan, perdiendo así parte de su agresividad).
- Utilizan todo tipo de materiales para hacer sus cuadros. Harán también litografías, vidrieras, grabados, dibujos para ilustrar libros, revistas y todo tipo de publicaciones. Todo esto ayudará a que el movimiento tenga una rápida difusión entre el público (una de sus intenciones era democratizar el arte, que éste calara entre la gente de todo tipo, que el acceso a él no fuera limitado).

## Tendencias
Existen dos tendencias en la pintura nabi: una tendencia más espiritual y una tendencia más decorativa.

### Espiritual
Es más cercana a las ideas de Gauguin, más romántica. Tiene una mirada hacia la Edad Media, una vuelta al primitivismo y a la simplificación. Mezcla el simbolismo y el romanticismo en temas acerca de Bretaña, la Edad Media, temas bíblicos...
Sus principales figuras son Paul Sérusier y Maurice Denis. Puede añadirse la de Jan Verkade (1863-1946), neerlandés que se unió en París al grupo. Tras la marcha de Gauguin a Tahití, se instaló con otros pintores en la Bretaña francesa. De origen calvinista, se bautiza en la Iglesia católica en 1893, llegando a profesar como monje benedictino en la abadía de Beuron. Pintó en iglesias de Austria, Alemania, Italia y Tierra Santa.
En 1925 publicó el libro Por la inquietud a Dios. Memorias de un monje pintor.

### Decorativista
Es más cercana al impresionismo y a las ideas de Degas. Tiene un interés por el arte oriental (estampa japonesa): formas planas, composiciones descentradas, perspectivas en altura... Los temas que tratan suelen ser interiores burgueses, y sobre todo los más intimistas (cuartos de baño, tocadores). Se define por las iluminaciones artificiales, enfoques cambiantes y el horror vacui. Sus obras también incluyeron papeles pintados, vidrieras, decorados escenográficos...
Sus principales figuras son Pierre Bonnard y Édouard Vuillard.

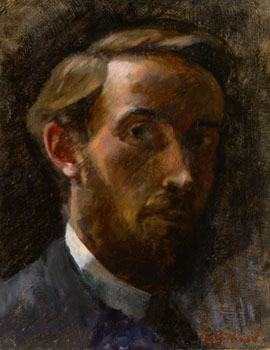
Autorretrato de Edouard Vuillard, 1889.
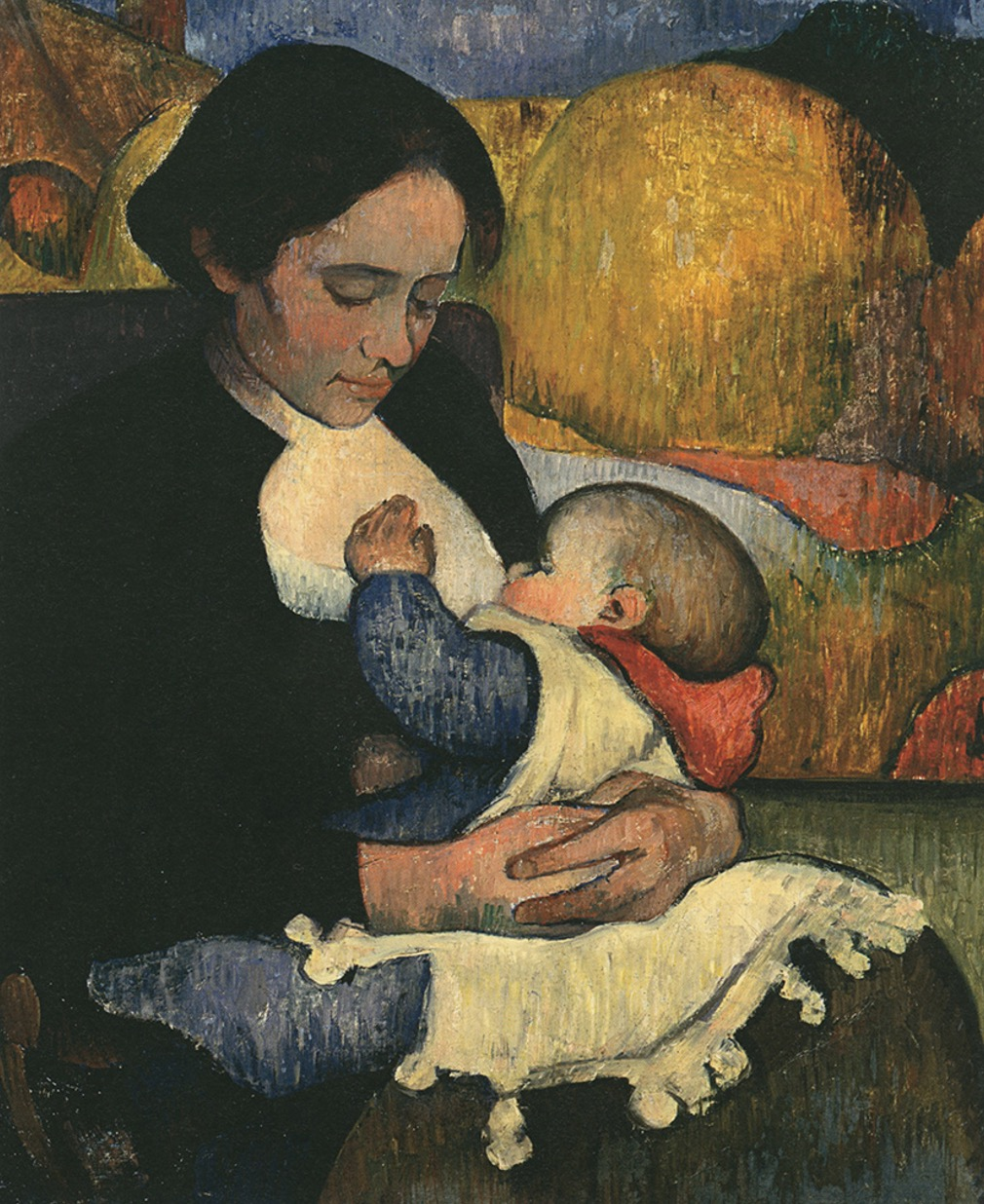
Maternidad, de Meijer de Haan, 1890.
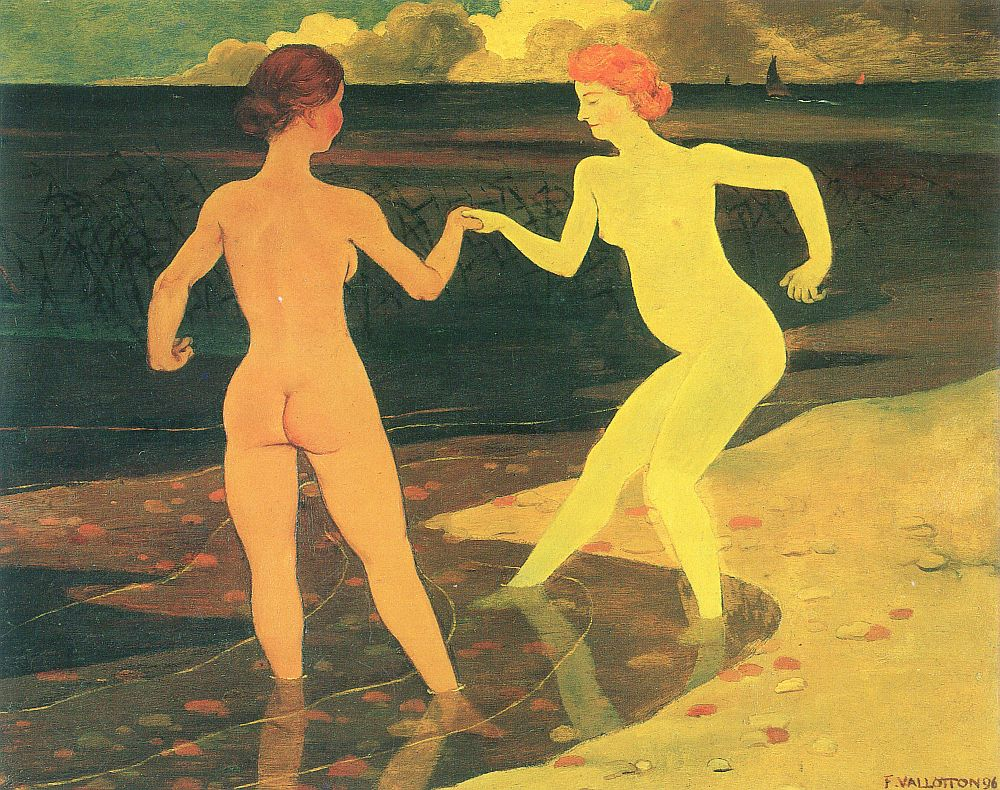
Dama y criada bañándose, Félix Vallotton, 1896.
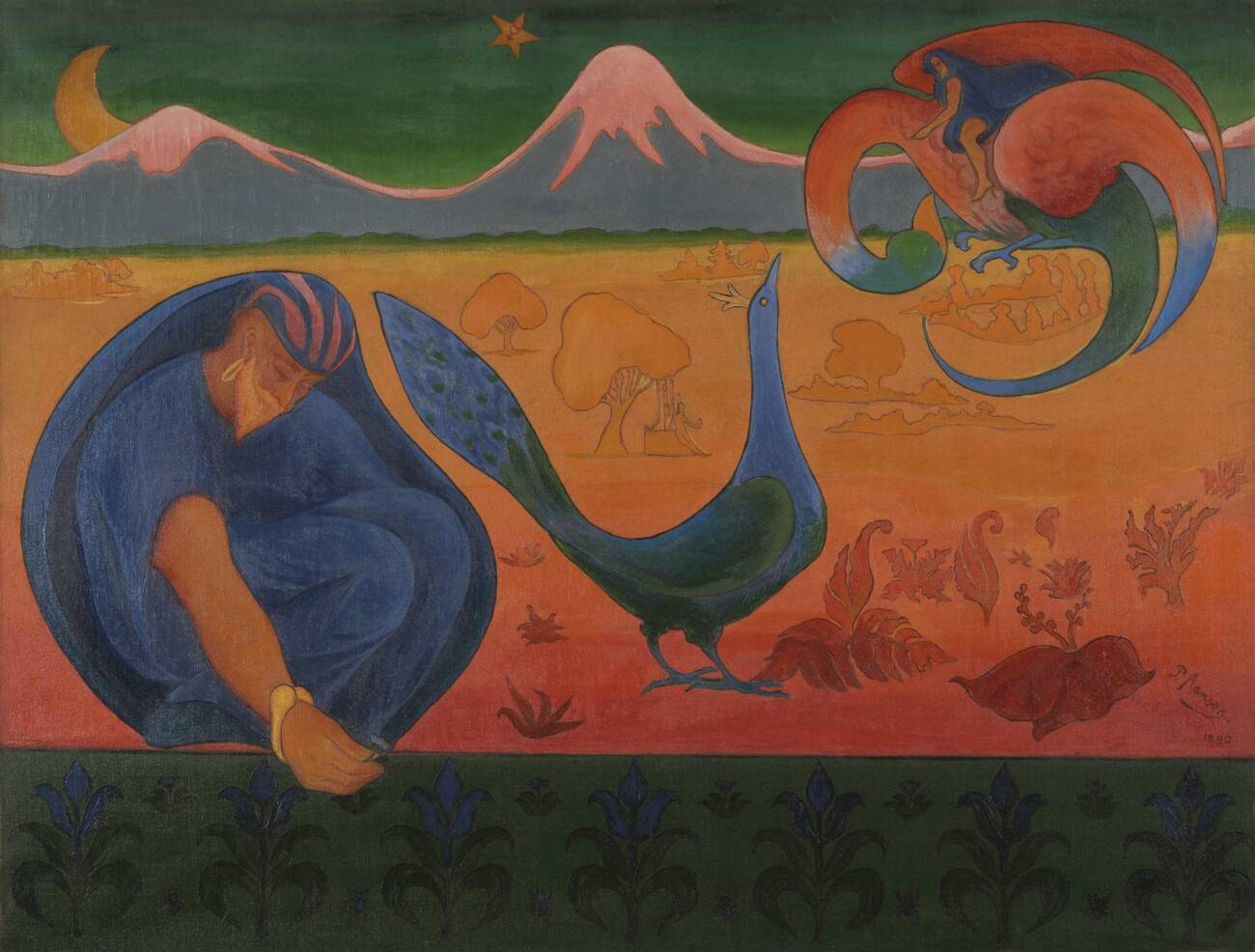
Paisaje, de Paul Ranson, 1890.
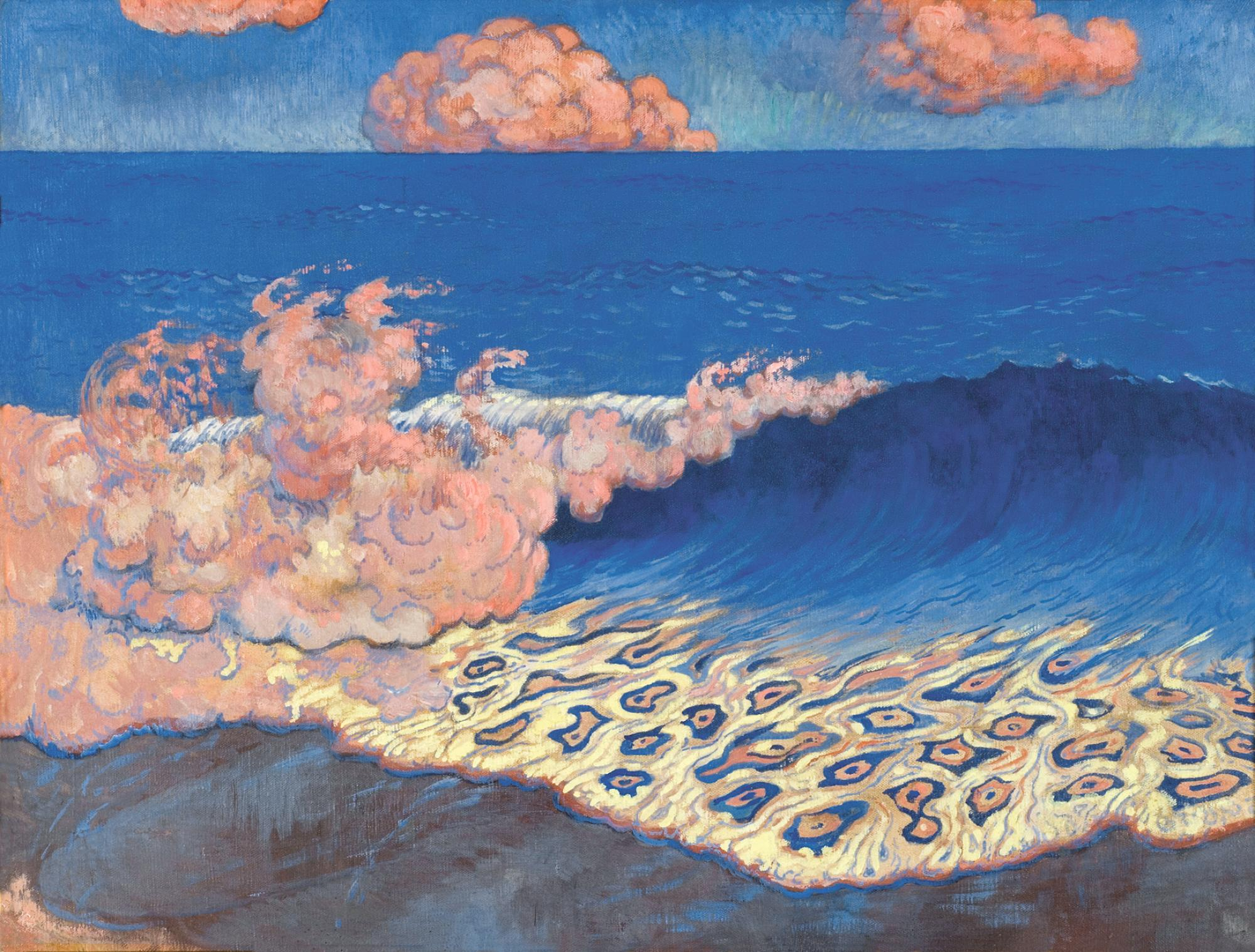
Marina azul, efecto de olas, Georges Lacombe, 1893.
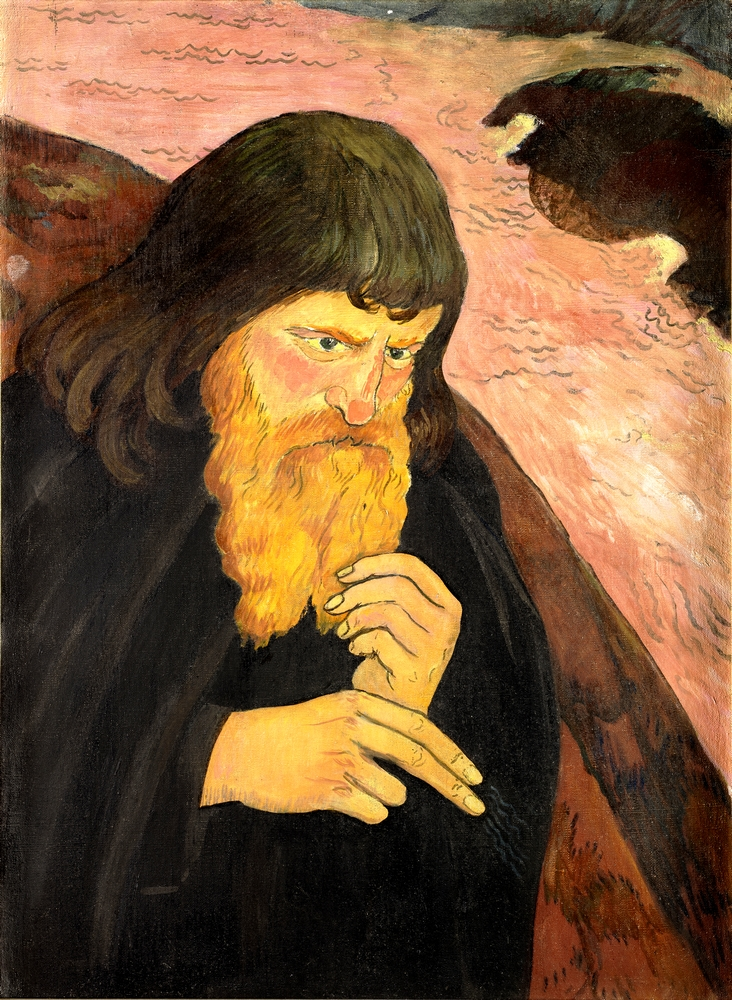
Retrato de Paul Sérusier, Georges Lacombe, 1894.
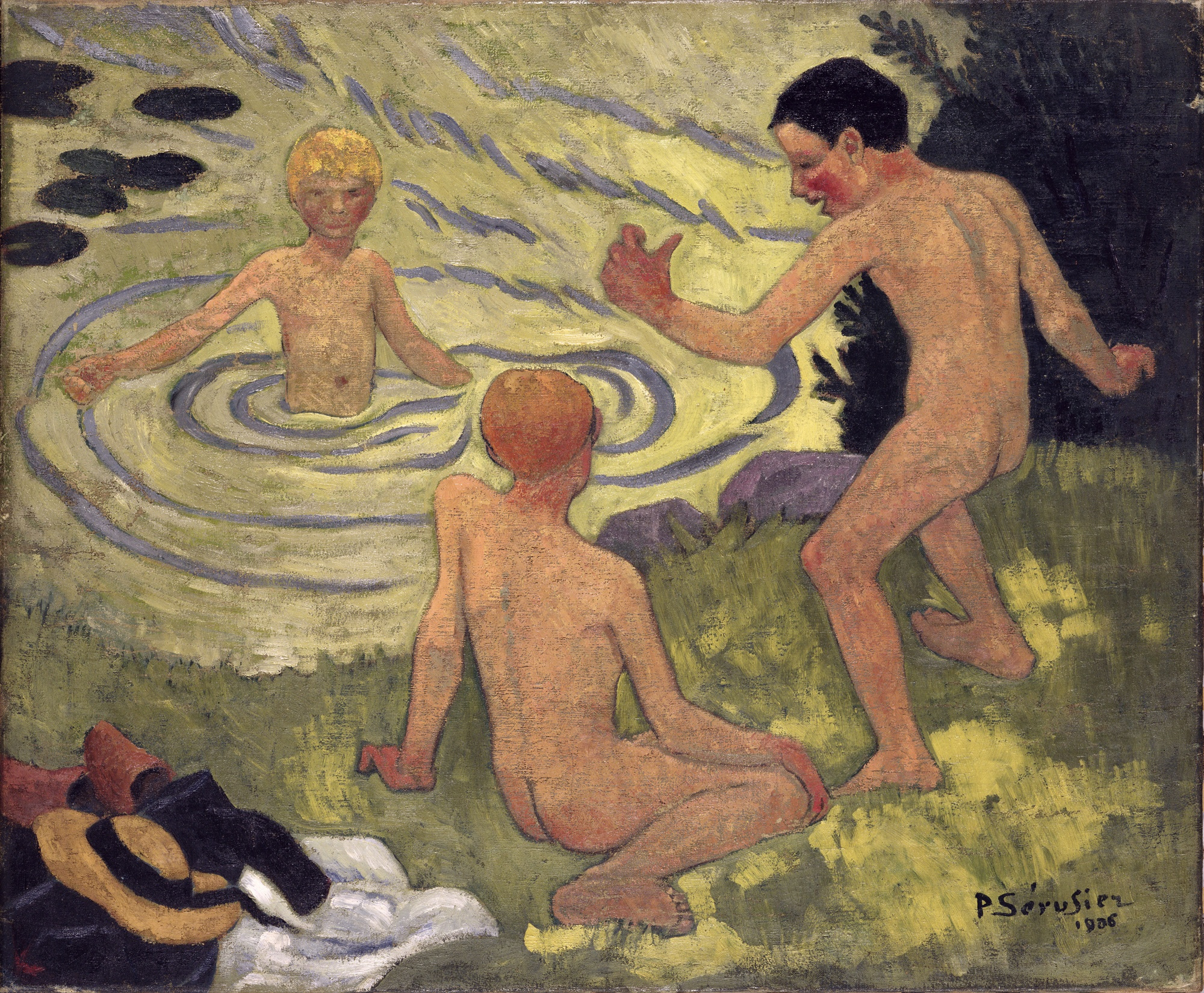
Niños en la orilla, Paul Sérusier, 1906.